# Zhiar Ali
Zhiar Ali (curdo: Jiyar Elî‎; Alfabeto Sorani: ژیار عەلی, pronuncia curda: [ʒiːɑːɾ]; 2 settembre 1999) è un attivista, cantautore e giornalista curdo per i diritti LGBT, per i diritti degli animali e noto per i suoi contributi ai diritti LGBT in Kurdistan iracheno.
Dopo aver lavorato come responsabile dei media e delle comunicazioni di Rasan, ha fondato Yeksani, un'associazione incentrata sulla difesa dei diritti LGBT nella regione del Kurdistan. Aveva anche co-fondato la prima organizzazione pro-vegan per i diritti degli animali Kurdistan Vegans, ed inoltre ha lavorato come freelance per alcune testate giornalistiche, occupandosi di giornalismo musicale e questioni politiche e sociali.
Ali è stato il bersaglio di una serie di attacchi di propaganda mediatica contro la comunità LGBT nel 2020 ed è stato minacciato di omicidio e aggressione. Gli attacchi sono aumentati notevolmente dopo che il 27 giugno 2020 ha tenuto un discorso al Global Pride organizzato dall'InterPride.
Ha criticato Asayish (le forze di sicurezza curde) e il Governo Regionale del Kurdistan per un'operazione in cui sono state arrestate persone LGBT a Sulaymaniyya in quanto ritenute lavoratori del sesso.

## Vita personale
Ali è il più giovane di cinque fratelli. Ha dichiarato di aver fatto coming out con la madre e la sorella maggiore nel 2017, quando ha fondato Lava Foundation, un'organizzazione non registrata che lavora sulla sensibilizzazione delle questioni LGBT.
In un'intervista al Queer Film Festival di Utrecht, Ali ha parlato del suo rapporto con la sua famiglia, riferendo che è stato ripudiato e cacciato dalla casa di famiglia quando ha fatto coming out pubblicamente, e ha ricevuto minacce di morte da suo fratello.
Ali ha uno stile di vita vegano e ha co-fondato Kurdistan Vegans nel 2018, una delle prime organizzazioni vegane dell'Iraq che si è concentrata sull'ambientalismo, sulla sensibilizzazione ad "uno stile di vita sano" e allo stesso tempo sulla sensibilizzazione ad uno stile di vita vegano. Vegano da cinque, ha discusso delle difficoltà dello stile di vitavegano  in Iraq, dove i prodotti vegani sono scarsi, difficili da trovare e spesso troppo cari. Durante un'intervista, ha affermato che prima del suo lavoro Kurdistan Vegans, non c'erano ristoranti vegani dedicati, ma dopo la sua attività ne è stato annunciato uno nella sua regione.

## Carriera

### Attivismo

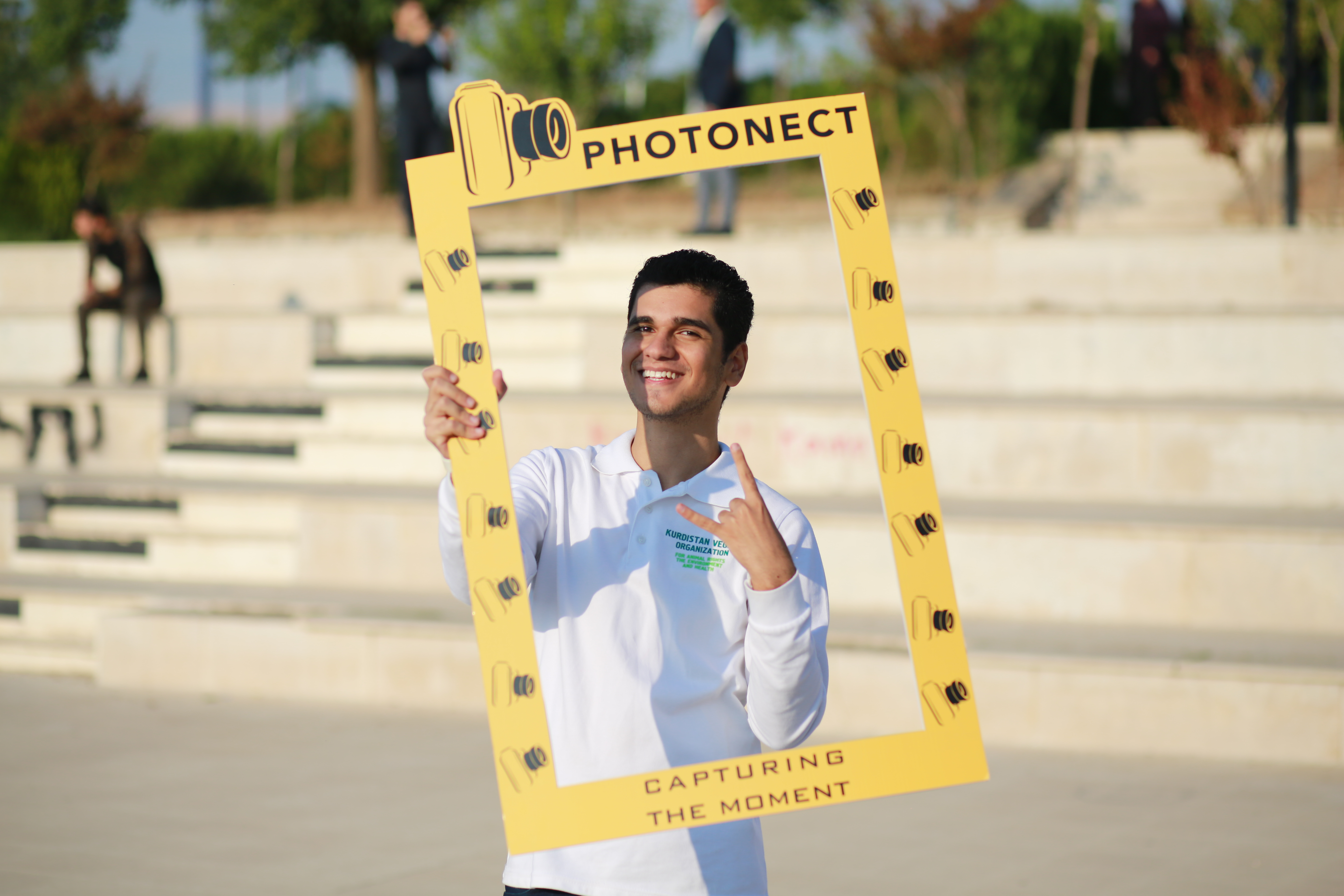
Ali in occasione della Giornata Mondiale Vegana, 1º novembre 2019

Ali ha iniziato il suo attivismo nel 2017 con la Fondazione Lava, di breve durata, ed è stato assunto da Rasan alla fine del 2019; le attività della Fondazione Lava sono poi confluite in Rasan. Dopo più di un anno con Rasan, Ali ha lasciato l'organizzazione e ha fondato Yeksani. L'attivismo di Ali si concentra sulla sensibilizzazione dei problemi della comunità LGBT regionale, presentando le preoccupazioni della comunità al pubblico e agli attori internazionali per incoraggiare l'azione, e normalizzando la comunità nella società curda. Egli sottolinea che le condizioni di vita LGBT in Kurdistan sono scarse a causa della mancanza di consapevolezza pubblica.
 "Le persone gay dovrebbero essere protette dalla legge e non discriminate, l'omosessualità è un desiderio umano naturale, non una malattia. Ogni posto di lavoro dovrebbe essere legalmente obbligato ad essere inclusivo per le persone LGBT nelle opportunità di lavoro, e anche le forze di sicurezza locali devono trattarle meglio". - Ali ha dichiarato in un'intervista all'emittente curda Peregraf.
L'attivismo di Ali si basa sui Social media. Fa regolarmente sensibilizzazione sulle scappatoie legali utilizzate per detenere le persone LGBT, e ha notato in un'intervista alla BBC Persian che gli articoli 393, 394, 400 e 401 del codice penale iracheno sono utilizzati per detenere illegalmente le persone LGBT. Ali è stato anche un attivista per i diritti degli animali e un ex project manager di Kurdistan Vegans, dove ha organizzato e coordinato gli eventi del World Vegan Day per due anni consecutivi.
Era un giornalista di Spee Media, un'emittente locale indipendente. Ali si è concentrato sul giornalismo musicale, e la maggior parte del suo lavoro riguardava la band Wild Fire. Ali ha anche scritto sul conflitto in Medio Oriente, sui diritti LGBT+ in Iraq e su questioni sociali e civili.
Il 17 maggio 2020, le ambasciate dell'Unione Europea, britannica e canadese hanno innalzato la bandiera arcobaleno nelle loro sedi di Baghdad, il che ha causato una massiccia reazione, costringendo l'ambasciata dell'UE a togliere la bandiera dopo poche ore. Questo ha causato una campagna di odio contro la comunità LGBT dell'Iraq che è stata sostenuta da alcuni politici iracheni. Ali ha scritto un ampio rapporto sulla progressione e il peggioramento della situazione delle persone LGBT in Iraq, che è stato ospitato sul sito web di Rasan, riportando l'omicidio di persone percepite come gay, così come i messaggi di odio trasmessi dalla TV nazionale. Il rapporto è stato poi utilizzato per valutazioni e ulteriori studi sui diritti LGBT nella regione.
Durante un'intervista, Ali ha parlato delle difficoltà di far parte della comunità LGBT+ e di trovare un alloggio, riferendo che a molti giovani LGBT+ viene negato l'affitto o le proprietà non vengono vendute a loro, così sono costretti a sposarsi con l'altro sesso solo per avere un posto dove vivere. Ha anche parlato di come la Direzione delle Organizzazioni Non Governative ha reso impossibile la registrazione delle organizzazioni LGBT nella regione.

#### Operazione Asayish
Il 1º aprile 2021, è stata diffusa la notizia che Asayish (forze di sicurezza curde) ha istituito posti di blocco intorno a Sulaymaniyah e ha arrestato un certo numero di individui percepiti come gay. Anche se un gran numero di persone ha espresso rabbia sui social media per l'operazione, diciassette membri del consiglio provinciale di Sulaimaniyah hanno firmato una petizione a sostegno degli arresti. Ali ha guidato attraverso Yeksani Take Action, una campagna online che ha ricevuto un ampio sostegno globale e ha contribuito a portare la questione all'attenzione di Amnesty International, del consolato americano a Erbil, di Human Rights Watch, di International Lesbian and Gay Association, e di altri gruppi internazionali, nazionali e locali. La decisione di condurre l'operazione è stata influenzata dai gruppi conservatori della regione, specialmente il Kurdistan Justice Group.
Secondo Ali, 15 individui (alcuni minorenni) sono stati arrestati nel corso dell'operazione e sono stati istituiti posti di blocco in luoghi ritenuti popolari tra le persone LGBT. Ha detto che Asaiysh non ha differenziato tra i lavoratori del sesso LGBT e gli altri membri della comunità o ha poi concentrato la loro operazione sulla prostituzione per evitare il contraccolpo internazionale. Ali ha evidenziato i "test" delle forze di sicurezza sui sospetti per determinare se hanno avuto contatti sessuali prima del loro arresto, definendo i test criminali e umilianti.  Ha detto a Middle East Eye che "anche se le persone hanno fatto ricorso al lavoro sessuale, è colpa del governo, dato che è la loro ultima scelta di sostentamento".
Ali ha ripetutamente detto ai media che le vite della comunità erano in pericolo, e che aveva paura di essere catturato a uno dei posti di blocco poiché è apertamente gay. Dopo la pressione locale e internazionale da parte di organizzazioni e attivisti per i diritti civili, Asayish ha fermato l'operazione, ha rilasciato i detenuti e ha pubblicato una dichiarazione affermando che stava indagando sui rapporti di prostituzione nella regione e non "prendeva di mira nessun gruppo specifico della società".
A causa della discriminazione, seguita all'operazione, Ali ha riferito che molte persone LGBT (incluso lui stesso) si sono sentite escluse dalla società curda. Molti altri hanno anche definito l'operazione disumanizzante e criminale. Ali ha criticato altre ONG che sostengono di lavorare per i diritti LGBT, e ha detto che "mentre ricevono fondi massicci, non fanno nessuna azione nella realtà", e le ha riconosciute come entità simboliche.

#### Causa Rasan
Il 22 febbraio 2021 è stato annunciato che è stata presentata una causa contro Rasan da parte di un deputato islamista del Kurdistan Justice Group, perché l'organizzazione ha sostenuto i diritti LGBT+ e questo era "contro i valori della cultura curda". In risposta all'accusa, Rasan ha detto che si difenderà in tribunale e che lavora per tutti allo stesso modo. Ali ha parlato contro il deputato durante un'intervista dal vivo a Rudaw Media Network, difendendo la comunità LGBT+ e dicendo che i commenti del deputato erano "senza fondamento e non basati su alcuna prova scientifica".